# Barcelonský pavilon
Barcelonský pavilon byl německý pavilon na Světové výstavě 1929 v Barceloně. Byl navržený německým architektem Ludwigem Miesem van der Rohe, je důležitou budovou v historii moderní architektury, známý pro svůj jednoduchý styl a precizní použití materiálů. Tato budova sloužila k účelu otevření německé části výstavy, byla pouze dočasná a po osmi měsících byla rozebrána. Dnes na jejím původním místě stojí replika, která byla postavena 1986 skupinou katalánských architektů za podpory vlády. Je často přirovnáván k brněnské vile Tugendhat; obě stavby byly navrženy ve stejném roce, mají stejného architekta i myšlenku.

## Historie
Pavilon byl navržen pro německou expozici na barcelonskou mezinárodní výstavu, která se na úpatí hory Montjuic konala v roce 1929. Cílem bylo reprezentovat Německo po První světové válce jako demokratický, klidný a progresivní stát. Zadavatelem byla vláda Výmarské republiky. Ve stejné době Mies stvořil i brněnskou Vilu Tugendhat, tato časová souvislost je vidět i na samotné realizaci.
V době výstavy pavilon sloužil španělskému králi Alfonsovi XIII. pro přijímání německých představitelů a návštěvníkům pak jako prostor pro odpočinek.

### Replika
Po ukončení výstavy byla celá budova rozebrána. Materiály byly poslány zpátky do Německa a byly znovu použity u jiných staveb. V roce 1983 se vedení města rozhodlo pavilon rekonstruovat a za tímto účelem byla založena organizace The Mies van der Rohe Foundation. O rekonstrukci se postarali architekti Ignasia de Sola-Morales, Cristian Cirici a Fernando Ramose. Ta vycházela především z fotek které nechal při výstavě pořídit Mies. Byl při ní kladen důraz na zachování stejných nalezišť jako u originálu z roku 1929. Replika byla dokončena v roce 1986.
V současnosti slouží tato budova jako muzeum a je přístupná veřejnosti.

## Popis

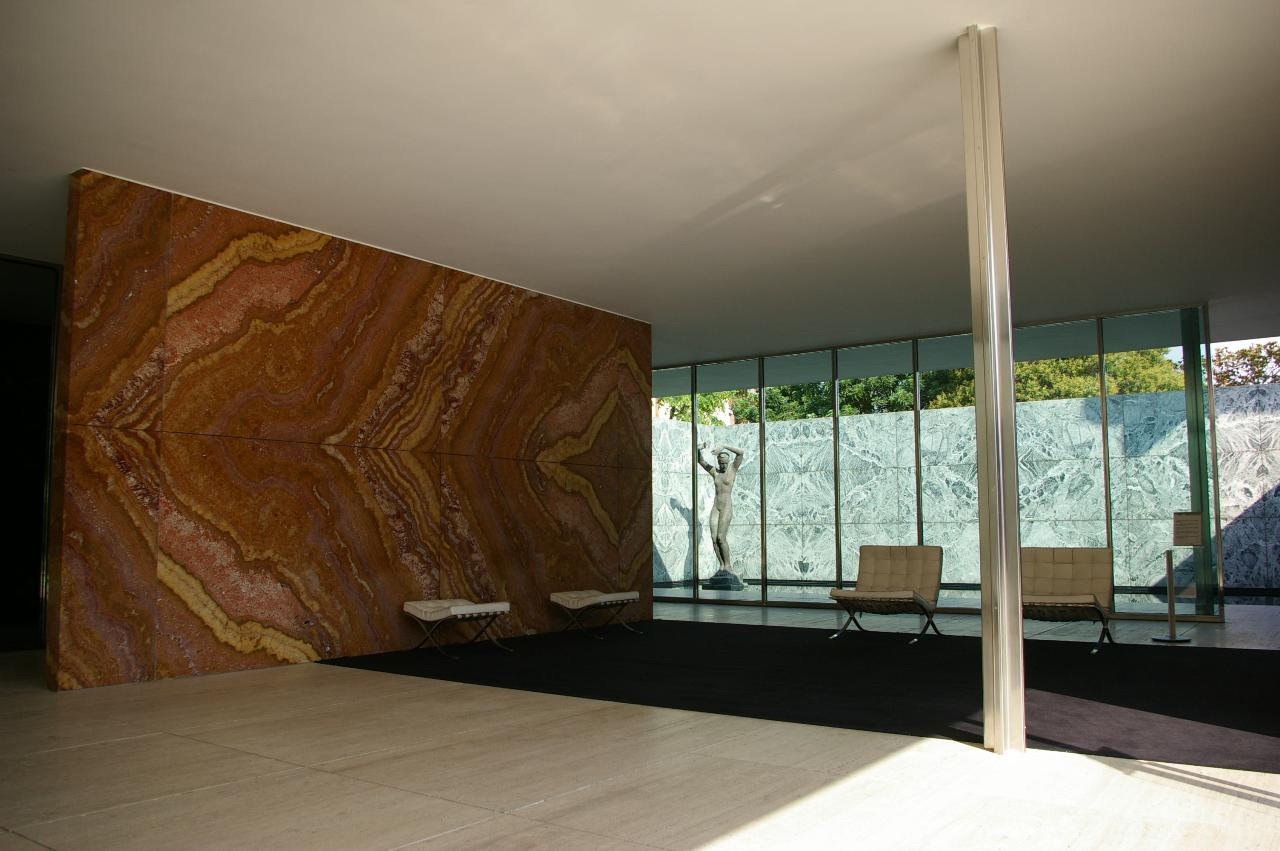
Interiér – onyxová stěna, křesla Barcelona, nosný sloup

Architekt Ludwig Mies van der Rohe se u této stavby řídil pravidlem „méně je více“.
Budova Barcelonského pavilonu je jednopodlažní, spočívá na podstavci z travertinu, stejně jako například antické chrámy. Celá forma se nese ve znamení rozkladu, jednotlivé části budovy jsou rozloženy a zůstává pouze pravidelná mřížka chromových sloupů, podepírající plochou střechu, která se vznáší bez jakýchkoliv známek tíhy, obvodové stěny jsou skleněné, jedná se o volný půdorys. Konstrukce se skládá ze čtyř druhů mramorů, dalším významným materiálem je travertin a nachází se zde také onyxová zeď, byla zde použita různě tónovaná skla, od čirých až po mléčná. Významným prvkem u této stavby jsou také dvě vodní plochy, které se nachází venku, té menší dominuje ženská socha Alba (česky Úsvit) od George Kolbeho.
Interiér je jednoduchý, není moc zdobený. Na černém koberci uvnitř pavilonu jsou umístěna křesla Barcelona, která byla použita také v brněnské vile Tugendhat. Koberec spolu s červeným závěsem a oranžovo-žlutě zbarvenou mramorovou stěnou vytváří prostorovou německou vlajku.

## Odkazy

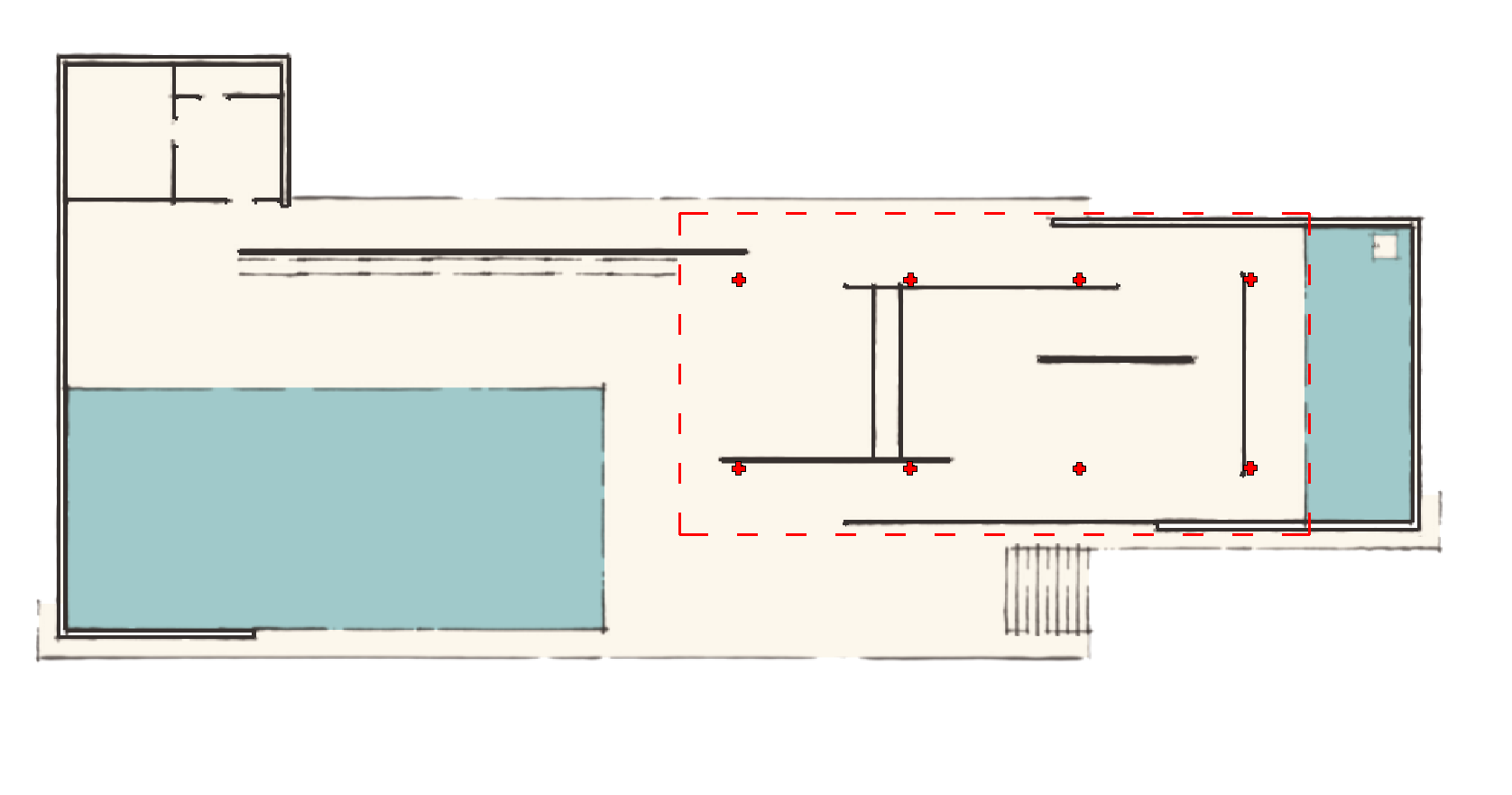
Půdorys celého pavilonu